# Pilbara

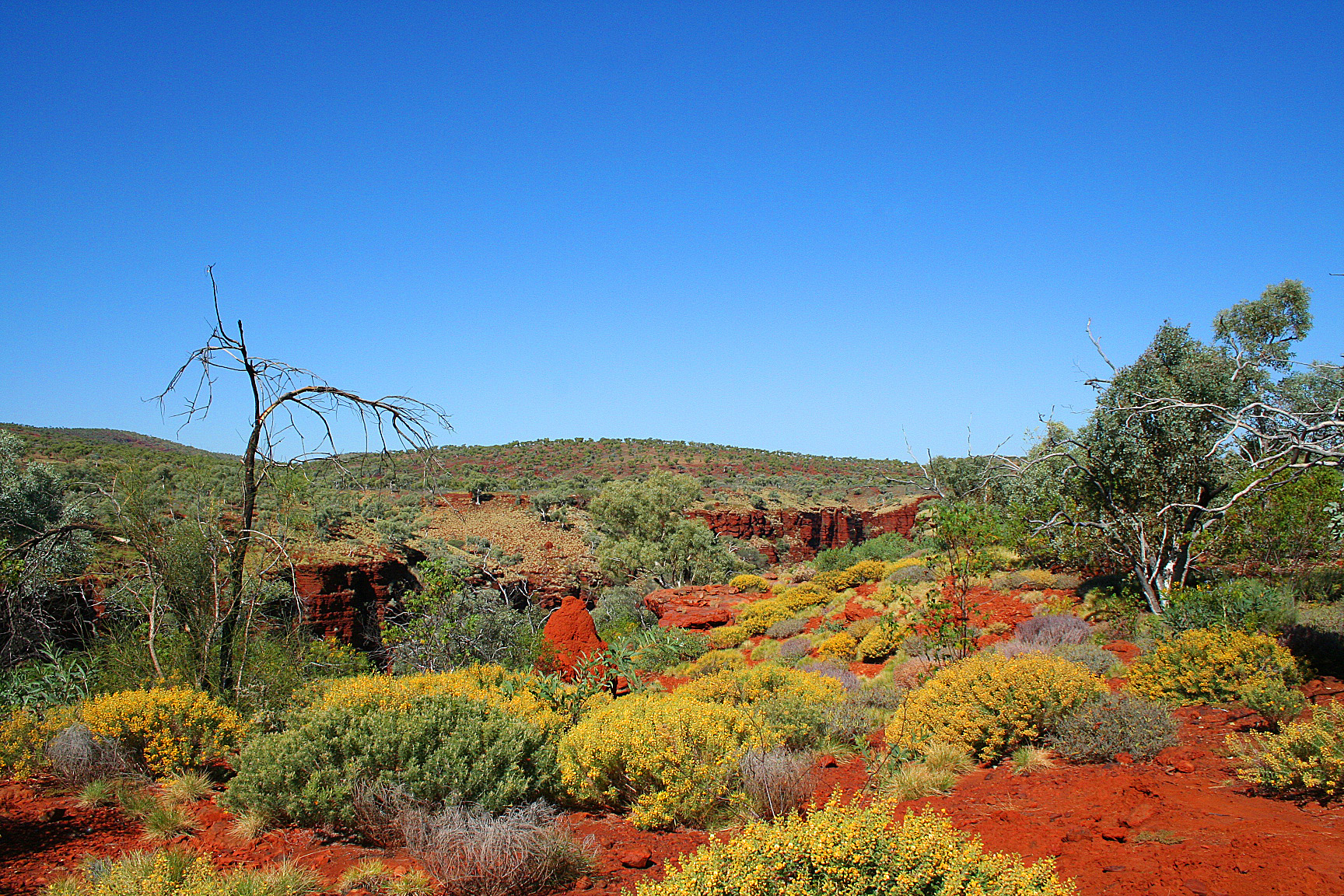
Landschap in het Nationaal park Karijini

De Pilbara (uitgesproken als "Pillbra") is een van de negen regio's van West-Australië. De streek is gekend vanwege zijn grote ijzererts-voorraden. De naam is afkomstig van de Aborigines.

## Geschiedenis
De Pilbara werd voor het eerst uitgebreid onderzocht door Francis Thomas Gregory in 1861. Mijnbouwactiviteiten startten in 1937 in Wittenoom Gorge. In 2011 wonen er ongeveer 60.000 inwoners in het gebied, met name in de plaatsen Port Hedland, Karratha, Wickham, Newman en Marble Bar. Er werken ook mensen die elders wonen en per vliegtuig naar de regio komen.

## Klimaat
Het gebied heeft deels een steppe- en deels een woestijnklimaat en wordt gekenmerkt door hoge temperaturen in de zomer. Vrijwel dagelijks zijn de temperaturen boven de 30°C, terwijl ook temperaturen boven de 45°C gebruikelijk zijn. De plaats Marble Bar telde  van 31 oktober 1923 tot 7 april 1924 gedurende 160 opeenvolgende dagen een maximumtemperatuur van meer dan 100°F (37,8°C), hetgeen als wereldrecord wordt beschouwd.
Per jaar valt er tussen de 200 tot 350 millimeter aan neerslag. In de periode van december tot mei valt bijna alle regen en in de overige maanden is het droog. De neerslag valt niet gespreid maar valt meestal in een korte periode gedurende tropische cyclonen. Over een periode van tien jaar komen er gemiddelde zeven cyclonen voor. Vanwege de lage bevolkingsdichtheid en geringe bebouwing is de schade als gevolg van de cyclonen meestal beperkt.

## Economie
Een van de belangrijkste economische activiteiten is de mijnbouw. Vooral ijzererts wordt op grote schaal gedolven in de regio, bij Tom Price en Newman, gewonnen door diverse mijnbouwbedrijven waaronder BHP en de Rio Tinto Group.
De geoloog Stan Hilditch trof in 1957 een grote ijzerertsafzetting aan in het zuidelijke Ophthalmiagebergte, op de plek wat later de Mount Whaleback-mijn is geworden. Hilditch en zijn partner Warman kregen een concessie, voor een gebied 3580 km² groot. American Metal Climax Company nam de concessie over en begon in 1964 de ontwikkeling van de Mt. Newman-mijn. In 1966 werd BHP minderheidsaandeelhouders met een belang van 30% en drie jaar later werd het eerste erts op de markt gebracht. De ontwikkeling kwam in een stroomversnelling nadat Australië het exportverbod van ijzererts in 1961 had opgeheven. Geoscience Australia schat de winbare ijzererts voorraad op 24 miljard ton.
In Dampier wordt ook aardgas omgezet in lng. Pluro LNG maakt vanaf maart 2012 bijna 5 miljoen ton vloeibaar aardgas op jaarbasis, het gas komt via een 180 kilometer lange pijplijn van de offshore velden Pluto en Xena. In 2011 begon de gas productie in het Reindeer-veld en het gas wordt via een pijplijn van 105 kilometer getransporteerd naar Dampier. Hier wordt het gas bewerkt en via het gasleidingnet afgevoerd.
De eerste spoorweg werd in 1911 aangelegd tussen Port Hedland en Marble Bar. Deze lijn werd in 1951 weer gesloten. Diverse spoorwegen brengen het ijzererts van de in het binnenland gelegen mijnen naar de exporthavens aan de kust. Het grootste van deze spoorwegnetwerken is de Hamersley & Robe River Railway. De belangrijkste havens zijn Port Hedland, Dampier en Cape Lambert.
Toerisme speelt in de economie een rol van betekenis. Er zijn diverse parken waarvan Nationaal park Karijini een bekende is.